# Dale (Indiana)
Dale ist eine Town im Spencer County in Indiana in den Vereinigten Staaten. Dale wurde im Jahre 1843 gegründet und nach dem Politiker Robert Dale Owen benannt. 

## Demografie
Zum Zeitpunkt der Volkszählung im Jahre 2000 (U.S. Census 2000) hatte die Stadt 1568 Einwohner auf einer Landfläche von 4,0 km². Das Durchschnittsalter betrug 37,3 Jahre (nationaler Durchschnitt der USA: 35,3 Jahre). Das Pro-Kopf-Einkommen (englisch per capita income) lag bei 16.163 US-Dollar (nationaler Durchschnitt der USA: 21.587 US-Dollar). 4,5 % der Einwohner lagen mit ihrem Einkommen unter der Armutsgrenze (nationaler Durchschnitt der USA: 12,4 %). Etwa 31,1 % der Einwohner sind deutschstämmig.

## Persönlichkeiten
- Florence Henderson (1934–2016), Fernsehschauspielerin

## Sonstiges
In der Nähe von Dale wuchs der 16. US-Präsident Abraham Lincoln (1809–1865) auf einer Farm auf.